# Amphimallon pseudomajale
Amphimallon pseudomajale (Sabatinelli, 1977) è un coleottero appartenente alla famiglia degli scarabaeidae (sottofamiglia melolonthinae).

## Descrizione

### Adulto
A. pseudomajale si presenta come un coleottero di dimensioni abbastanza piccole, che oscillano tra i 14 e i 16 mm. Gli adulti sono di color marroncino scuro e presenta una lievissima pubescenza sul pronoto.

### Larva
Le larve sono bianche e dalla forma a "C". Presentano tre paia di zampe sclerificate, alla pari del cranio.

## Biologia
Gli adulti compaiono in estate, volando al crepuscolo e di conseguenza possono essere facilmente attratti dalle luci artificiali.

## Distribuzione
A. pseudomajale è un endemismo degli Appennini meridionali, in Calabria e Sicilia.